# San Diego Football Club
San Diego Football Club, també conegut com a San Diego F.C., és un club de futbol professional estatunidenc amb seu a San Diego (Califòrnia). Actualment competeix en la Conferència Oest de la Major League Soccer.
Disputa els seus partits locals en el Snapdragon Stadium, un recinte multiús construït el 2022. El grup de propietaris de la franquícia està liderat per l'empresari britànic-egipci i expolític Mohamed Mansour i la tribu Sycuan de la Nació índia Kumeyaay, una tribu índia reconeguda federalment. Al grup se li va atorgar un equip d'expansió el 18 de maig de 2023, és el trentè equip de la Major League Soccer.

## Història

### Futbol de primera divisió a San Diego
El primer equip de futbol professional de San Diego va ser l'efímer San Diego Toros, un equip de la Lliga de Futbol Nord-americana (NASL) que es va mudar de Los Angeles el 1968 i va jugar una sola temporada. Un segon equip de la NASL, els San Diego Jaws, es va establir el 1976 a partir dels antics Baltimore Comets i va jugar un any abans de mudar-se a Las Vegas; la franquícia va tornar el 1978 i va passar a dir-se Sockers, jugant partits a l'aire lliure a l'estadi San Diego Stadium, que era compartit amb Los Angeles Chargers de la National Football League i els San Diego Padres de les Grans Lligues de Beisbol. Els Sockers van tenir poca assistència, però van sobreviure al col·lapse de la NASL en passar a la Major Indoor Soccer League, on van guanyar vuit campionats en nou temporades. L'equip va passar a la Lliga Continental de Futbol Sala el 1993 i es va retirar el 1997; el nom va ser reviscut més tard per a un segon equip sota sostre de 2001 a 2004 i un tercer equip sota sostre que va començar a jugar el 2009. Altres equips a l'aire lliure, inclosos San Diego Flash i San Diego 1904 FC, havien jugat períodes breus en les divisions inferiors del futbol estatunidenc en les dècades de 2000 i 2010 abans de retirar-se.

### Ofertes anteriors de la Major League Soccer
Durant la formació de la lliga MLS a mitjan dècada de 1990, San Diego no va estar entre les ciutats dels Estats Units que van presentar formalment una oferta per a un equip en la temporada inaugural, però van expressar interès i van mantenir diverses reunions amb la lliga. El comissionat de la lliga MLS, Doug Logan, va descriure a San Diego com un principal candidat per a un equip d'expansió, però la falta de la ciutat d'un estadi adequat per a albergar el futbol va ser un "obstacle important"; en aquest moment, l'estadi Jack Murphy es compartia amb els San Diego Padres de l'MLB i tenia una capacitat major que la grandària desitjada per la lliga. El renovat estadi Jack Murphy (rebatejat com a estadi Qualcomm) va albergar diversos partits d'exhibició, així com el Joc d'Estrelles de l'MLS de 1999, que va atreure una assistència de 23.277 persones; va ser l'únic Joc d'Estrelles de l'MLS que es va jugar fora d'un mercat actiu o futur de la lliga MLS.
Després de l'aprovació dels plans per a construir un estadi en el centre de la ciutat per als Padres, el comitè d'expansió de la lliga MLS va expressar el seu suport a un possible equip que jugués en el San Diego Stadium, ja sigui de manera permanent o fins que es construís un estadi específic per a futbol. El mercat de San Diego va ser considerat per al Chivas USA, equip d'expansió de la lliga MLS que després va servir com a equip de reserva del CD Guadalajara de la Primera Divisió mexicana. En canvi, l'equip va optar per compartir la seva seu amb Los Angeles Galaxy a Carson, Califòrnia, i va jugar durant deu temporades abans de retirar-se per problemes de propietat i baixa assistència. La lliga va continuar incloent a San Diego com a candidat potencial per a l'expansió i va negociar amb diversos grups d'inversors interessats, però la falta d'un estadi adequat va impedir una major consideració. L'Estadi Balboa, el camp dels Chargers i Jaws en la dècada de 1960, també va ser esmentat com un lloc potencial per a un estadi més petit construït per a un equip de la lliga MLS.
Un nou equip a l'altre costat de la frontera mexicana, el Club Tijuana (anomenat Xolos), va ser fundat el 2007 i ascendit a la Lliga MX, la lliga més important de Mèxic, el 2011. L'equip va atreure el suport dels fans del futbol a San Diego, al voltant de 20 milles (32 km) al nord del seu estadi local, i va jugar diversos partits d'exhibició en la zona en diversos llocs, inclòs l'Estadi Qualcomm i el Petco Park dels Padres. San Diego també va continuar sent un dels principals mercats estatunidencs de visualització de transmissions televisives de la Copa Mundial de la FIFA, la Premier League i altres competicions de futbol a l'estranger. L'àrea també havia produït diversos jugadors destacats per a les seleccions nacionals masculines i femenines dels Estats Units.
Els San Diego Chargers van anunciar plans per a mudar-se a la zona de Los Angeles el 2015, mentre que també buscaven un nou estadi en el centre de San Diego, que va requerir l'aprovació dels votants però va ser rebutjat. La sortida de l'equip es va fer oficial a principis de 2017 i va obrir una oportunitat per a una nova oferta d'expansió de la lliga MLS que seria liderada per l'empresari Mike Stone amb diversos altres inversors, inclòs el propietari dels Padres, Peter Seidler, i l'exfutbolista Landon Donovan. Un any abans es va retirar una oferta separada de l'ex propietari dels Padres, John Moores, que havia mostrat interès en un equip de la lliga MLS en la dècada de 1990, i un equip no especificat de la Premier League. L'oferta de Stone va proposar una remodelació del lloc de l'Estadi Qualcomm anomenat "Soccer City" que inclouria un desenvolupament d'ús mixt i un parc que envolta un estadi compartit amb els equips esportius de la Universitat Estatal de San Diego (SDSU), coneguts com els asteques. L'estadi tindria capacitat per a entre 20.000 i 32.000 espectadors i la seva construcció costaria 200 milions de dòlars. Una proposta separada de SDSU, denominada SDSU West, va ser anunciada i col·locada en la mateixa boleta electoral de novembre de 2018; Soccer City va ser derrotat amb el 30 per cent dels vots, mentre que SDSU West va obtenir el 55 per cent d'aprovació.
Warren Smith i Landon Donovan van establir un equip de segona divisió, el San Diego Loyal SC, el 2019 i va començar a jugar l'any següent en el Campionat de la USL a l'Estadi Torero. L'equip també va mostrar interès a llançar una expansió de la lliga MLS amb altres socis, però no va formar part de cap oferta posterior. L'estadi SDSU West, anomenat Snapdragon Stadium, es va inaugurar el 2022 i es va convertir en el recinte del San Diego Wave FC, un equip d'expansió de la Lliga Nacional de Futbol Femení que es va mudar de l'Estadi Torero. L'equip va establir diversos rècords d'assistència al futbol femení dels Estats Units en la seva primera temporada i va atreure a 32.000 aficionats al nou Estadi Snapdragon. Diversos grups d'inversors també es van acostar a SDSU per a llançar un equip d'expansió de la lliga MLS que jugaria a l'estadi Snapdragon amb concessions financeres sol·licitades per la lliga. A l'abril de 2023, Petra Development Group i inversors externs van anunciar una proposta separada per a construir un districte residencial i hoteler d'ús mixt en el suburbi de Chula Vista amb un estadi específic per a futbol.

### Oferta Mansour-Sycuan
La tribu Sycuan de la Nació índia Kumeyaay, una tribu índia reconeguda a nivell federal i operadors de llocs d'entreteniment locals, va començar a buscar oportunitats per a invertir en propietat esportiva al desembre de 2020. La tribu es va associar amb el desenvolupador Brad Termini per a oferir per un equip d'expansió de l'MLS l'any següent i va buscar un soci financer important amb l'ajuda de la lliga. La tribu Sycuan es va posar en contacte amb el Grup Mansour, liderat per l'empresari Mohamed Mansour, qui es va unir a l'oferta a finals de 2022. A l'octubre de 2022, The San Diego Union-Tribune va informar que l'equip proposat requeriria un acord amb SDSU per a utilitzar l'estadi Snapdragon. San Diego va competir amb propostes de Las Vegas, els qui prèviament havien estat descrits com el "favorit" per a convertir-se en l'equip número 30 de l'MLS; L'oferta principal de Las Vegas, liderada per Wes Edens i Nassef Sawiris, copropietaris de l'Aston Villa FC de la Premier League, incloïa un estadi cobert conceptual.
El 18 de maig de 2023, en un esdeveniment de l'Estadi Snapdragon, la lliga MLS va anunciar que l'equip d'expansió havia estat adjudicat a San Diego i seria propietat de Mansour i la Tribu índia Sycuan. El grup propietari va pagar una tarifa d'expansió de 500 milions de dòlars, segons informes dels mitjans. En un dia, es van vendre un total de 5.000 dipòsits d'abonaments. El nom de l'equip, San Diego Football Club, i els colors es van donar a conèixer en un esdeveniment el 20 d'octubre. El primer jugador de l'equip, l'ex porter del San Diego Loyal SC, Duran Ferree, va ser contractat al desembre de 2023 i cedit a l'Orange County SC per la temporada 2024. Està previst que el San Diego FC comenci a jugar el 2025, la qual cosa li donarà a l'estat de Califòrnia quatre clubs de la lliga MLS.

### Debut
El primer partit oficial en la història del club es gestaria el 23 de febrer del 2025 davant de l'equip Los Angeles Galaxy, partit en el qual van aconseguir la primera victòria de la seva història (2-0)

## Identitat
La identitat del club inclou un escut amb els colors oficials (crom i blau), envoltat per una banda degradada de blau, vermell, taronja i groc. En el centre, es troba un disseny circular anomenat "The Flow", amb 18 línies representant les ciutats del comtat de San Diego. En la part superior, hi ha un arc amb la marca denominativa "San Diego", que reflecteix els monuments de la ciutat.
El San Diego FC va contractar un consultor de disseny costa-riqueny, per a desenvolupar la identitat del club, que inclou una sèrie de logotips secundaris amb "The Flow" i la marca denominativa "SD". Originalment, l'equip es coneixia com a San Diego FC, però el nom i l'escut filtrats per The Athletic un dia abans de la seva presentació a l'octubre van rebre crítiques negatives en línia. Malgrat això, la mercaderia de l'equip es va esgotar durant l'esdeveniment, la qual cosa va portar a l'obertura d'un espai temporal en el centre comercial Mission Valley al novembre.

## Propietat
L'equip és propietat de Mohamed Mansour, un empresari i polític britànic-egipci, i de la tribu índia Sycuan Band de la Nació Kumeyaay. El Grup Mansour també és propietari del club danès FC Nordsjælland i de l'Acadèmia Right to Dream, la qual té instal·lacions a Ghana, Egipte i Dinamarca. Està previst obrir una sucursal de l'Acadèmia Right to Dream en El Cajón (Califòrnia) amb instal·lacions residencials per a entre 120 i 160 jugadors, segons The San Diego Union-Tribune. La Sycuan Band és la primera tribu nativa americana a posseir part d'un equip de futbol professional als Estats Units i la segona a tenir una participació en qualsevol equip esportiu professional després de la tribu Mohegan a Connecticut. El grup propietari també inclou al jugador dels Padres de l'MLB, Manny Machado, al desenvolupador Brad Termini i a diversos executius de Right to Dream. Tom Penn va ser nomenat director executiu del club el 18 de maig de 2023; anteriorment havia estat president del club Los Angeles FC. Encara no s'ha anunciat cap entrenador en cap per al club.

## Instal·lacions
El San Diego FC jugarà els seus partits a casa en el Snapdragon Stadium, un recinte a l'aire lliure amb capacitat per a 35.000 seients inaugurat el 2022 a l'antic emplaçament del San Diego Stadium. Aquest estadi, situat al campus de SDSU Mission Valley, és utilitzat per la universitat per a partits de futbol americà i universitari, a més de ser la seu del San Diego Wave FC de la Lliga Nacional de Futbol Femení i del San Diego Legion de la Major League Rugbi. Des del 2023, l'estadi també ha albergat amistosos internacionals i competicions de la CONCACAF, inclosa la final de la Copa Or W de la CONCACAF 2024.
L'Estadi Snapdragon va ser construït segons les especificacions del futbol, amb diversos accessoris que compleixen amb els estàndards de l'MLS. Encara que la seva capacitat de seients és major que la de la majoria dels estadis específics de futbol, manca de sostre o una altra protecció contra la intempèrie. A més, compta amb 20 suites de luxe i seients al costat del camp. El San Diego FC va signar un acord d'arrendament al maig de 2023 amb la Universitat Estatal de San Diego per a l'ús de l'estadi, amb un cost esperat de 200.000 dòlars per partit. L'equip compartirà vestuaris amb l'equip de futbol americà Aztecs de la universitat i tindrà prioritat de programació darrere d'ells, però per davant del San Diego Wave FC. A més, el club rebrà 1.75 milions de dòlars dels drets del nom de l'estadi pagats per Qualcomm com a part del contracte d'arrendament.
Les instal·lacions d'entrenament de l'equip es construiran en un lloc de 28 acres (11 ha) adjacent al Singing Hills Golf Resort en la Reserva Sycuan a l'est del Cajon. El campus es compartirà amb l'acadèmia juvenil Right to Dream i se centrarà al voltant d'un edifici de 50.000 peus quadrats (4.600 m2) amb cinc camps de grandària completa i mig camp. L'antic hotel Singing Hills serà renovat per a convertir-lo en dormitoris per als jugadors i el personal de l'acadèmia. La construcció va començar al novembre de 2023 i està prevista per a estar acabada per al 2025, amb els primers programes de l'acadèmia començant a la fi d'aquest any. La seu de l'equip es troba en un espai llogat en el barri Little Italy de San Diego.

## Uniforme

### Titular
|  |

### Suplent
|  |

### Patrocini
| Període | Proveïdor | Patrocinador |
| ------- | --------- | ------------ |
| 2025–   | Adidas    | DirecTV      |

## Palmarès
- Copa MLS (0):
- US Open Cup (0):
- MLS Supporters' Shield (0):